# Nyírtét
Nyírtét község Szabolcs-Szatmár-Bereg vármegyében, a Kemecsei járásban.

## Fekvése
A vármegye és egyben a Nyírség középső részén fekszik. A környező fontosabb települések közül Apagy és Székely 6-6, Napkor 10,5, Levelek 11,5, Demecser 12,5, Baktalórántháza 17, Berkesz 18, Nagykálló pedig 20,5 kilométer távolságra található.
A közvetlen szomszédos települések: észak felől Székely, kelet felől Nyíribrony, dél felől Apagy, nyugat felől Sényő, északnyugat felől pedig Nyírbogdány. Délkelet felől a legközelebbi település Levelek, de a közigazgatási területeik (kevés híján) nem érintkeznek.

### Megközelítése
Csak közúton érhető el, Székely vagy Apagy felől, mindkét irányból a 4103-as úton.
A település belső területei közösségi közlekedéssel a Volánbusz által üzemeltetett 4215-ös busszal közelíthetőek meg.

## Nevének eredete
A település nevét a török, kabar tigrit méltóságnévből származtatják.

## Története
Nyírtét neve 1271-ben tűnik fel először az oklevelekben, ekkor Tityit -ként van nevezve.
1271-ben lakatlan puszta, majd IV. László király a Balog-Semjén nemzetség-beli Ubul fia Mihálynak adományozta.
1325-ben a nemzetség megosztozik a birtokon, s az a felosztás után az Egyed ágnak jutott. 1347-ben azonban már mai nevén írják a település nevét, és ekkor határát is megjáratták.
1461-ben birtokosa a Téthy, majd pár évvel később a petri Ders család volt birtokosa.
Az 1500-as évek közepén a petri Derzs családnak is van itt részbirtoka. 1588-ban Csomaközy Boldizsárnak és Jósa Gáspárnak van  itt birtoka.
A 18. század végén és a 19. század elején a Bónis, Domahidy, Bernáth, Gencsy, Korda, Berzsenyi és Szakácsy családok voltak a birtokosai.
A 20. század elején Molnár Gusztáv, és Gyula, valamint Klár Dávid a település birtokosa.
A faluban az 1900-as évek elején a községben már nagyszabású szeszgyár is működött.
A 20. század elején Szabolcs vármegye Nyírbogdányi járásához tartozott.

## Népesség
A település népességének változása:
| Lakosok száma | 1088 | 1057 | 1044 | 934  | 918  | 922  | 917  |
|               | 2013 | 2014 | 2015 | 2021 | 2022 | 2023 | 2024 |

1910-ben 814 lakosából 812 magyar volt. Ebből 181 római katolikus, 197 görögkatolikus, 399 református volt.
2001-ben a község lakosságának közel 100%-a magyar nemzetiségűnek vallotta magát.
A 2011-es népszámlálás során a lakosok 93,1%-a magyarnak, 0,6% cigánynak, 0,2% lengyelnek mondta magát (6,9% nem nyilatkozott; a kettős identitások miatt a végösszeg nagyobb lehet 100%-nál). A vallási megoszlás a következő volt: római katolikus 22,3%, református 45,4%, görögkatolikus 15,8%, evangélikus 0,9%, felekezeten kívüli 2% (13,4% nem válaszolt).
2022-ben a lakosság 89,9%-a vallotta magát magyarnak, 0,2% németnek, 0,1% bolgárnak, 2,7% egyéb, nem hazai nemzetiségűnek (10,1% nem nyilatkozott; a kettős identitások miatt a végösszeg nagyobb lehet 100%-nál). Vallásuk szerint 16,4% volt római katolikus, 40,8% református, 11,3% görög katolikus, 0,1% evangélikus, 3,6% felekezeten kívüli (27,6% nem válaszolt).

## Közélete

### Polgármesterei
- 1990–1994: Révész Dezső (független)[6]
- 1994–1998: Révész Dezső (független)[7]
- 1998–2002: Révész Dezső (független)[8]
- 2002–2006: Révész Dezső (független)[9]
- 2006–2010: Révész Dezső (független)[10]
- 2010–2014: Révész Dezső (független)[11]
- 2014–2019: Révész Dezső (független)[12]
- 2019–2024: Révész Dezső (független)[13]
- 2024– : Révész Dezső (független)[1]

## Nevezetességei
- Református templom - A 13. században épült, román stílusban. 1936-ban bővítették.
- Motoros tájtúra - minden év májusában kerül megrendezésre.  A motoros tájtúrák szervezése jelenleg szünetel.
- Minden évben március-november első hetében megrendezésre kerül a Börze.
- Főtéren található szobor
- Nyírtéti homokbánya (hegy)

## Külső hivatkozások
- Nyírtét az utazom.com honlapján[halott link]
- Nyírtét honlapja